# Haalmes

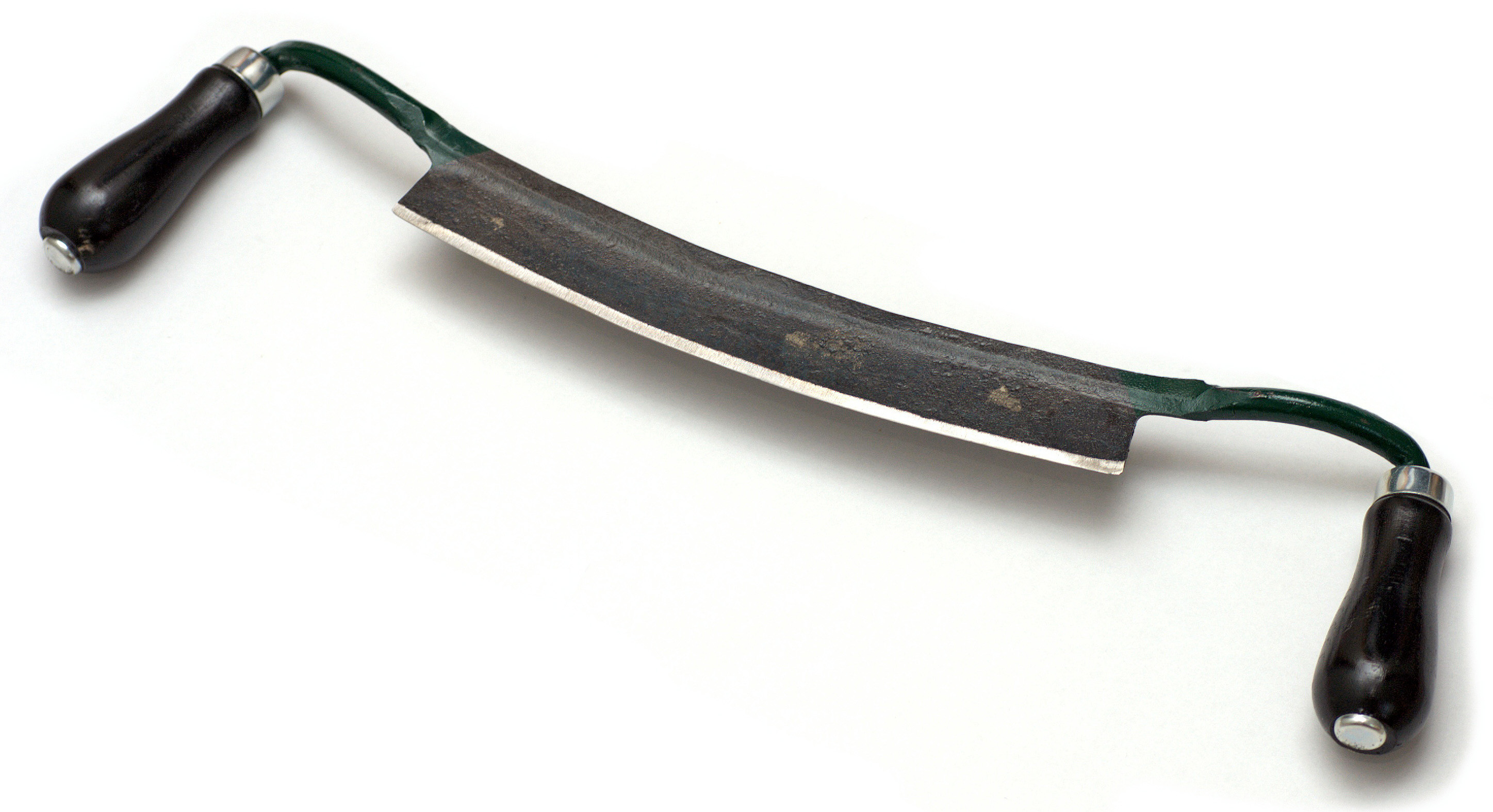
haalmes

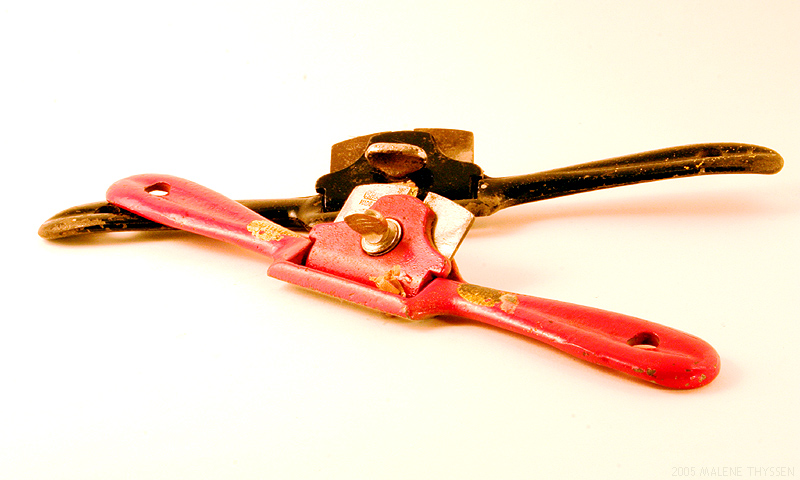
spookschaaf met instelbaar mes

Het haalmes is soort gereedschap dat veel werd gebruikt door wagenmakers en kuipers. Zij bewerkten er gebogen en gewelfde werkstukken mee. Voor de fijne afwerking erna gebruikten ze de spookschaaf.
Het mes loopt aan beide einden haaks (of bijna haaks) om in een arend, waarop een handvat is aangebracht. Er wordt trekkend mee gewerkt. De snijdiepte is slechts te op gevoel te controleren. Dat maakt het relatief lastig om er mee te werken. Bovendien dient de vouw vlijmscherp te zijn om er een goed resultaat mee te bereiken.
Naast het "gewone" haalmes zijn er nog het lusvormige en het ronde haalmes voor het snijden van diepe holle vormen in hout, en het hoefmes of hoefrenette, in oorsprong bedoeld voor het bewerken van paardenhoeven bij het beslaan, maar ook bekend bij het houtsnijden en dergelijke.